# Tour Down Under 2004
Le Tour Down Under 2004 est la sixième édition du Tour Down Under, course cycliste par étapes qui s'est déroulée du 20 au 25 janvier.
Cette édition est remportée par le coureur australien Patrick Jonker.

## Équipes participantes
| NT-Australia   | Lotto-Domo           | Crédit agricole          | Domina Vacanze       |
| UniS-Australia | Quick Step-Davitamon | La Française des jeux    | Bankgiroloterij      |
| United Water   | AG2R Prévoyance      | Ceramica Panaria-Margres | Navigators Insurance |

## Résultats des étapes
| Nb | Date       | Étape                  | Distance | Vainqueur        | Pays      | Équipe                |
| -- | ---------- | ---------------------- | -------- | ---------------- | --------- | --------------------- |
| 1  | 20 janvier | Adélaïde               | 50,0 km  | Robbie McEwen    | Australie | Lotto-Domo            |
| 2  | 21 janvier | Norwood - Kapunda      | 157,0 km | David McPartland | Australie | NT-Australia          |
| 3  | 22 janvier | Goolwa - Victor Harbor | 150,0 km | Philippe Gilbert | Belgique  | La Française des jeux |
| 4  | 23 janvier | Unley - Hahndorf       | 141,0 km | Robbie McEwen    | Australie | Lotto-Domo            |
| 5  | 24 janvier | Willunga - Willunga    | 147,0 km | Ben Day          | Australie | NT-Australia          |
| 6  | 25 janvier | Adélaïde               | 90,0 km  | Baden Cooke      | Australie | La Française des jeux |

## Classement final
| Pos. | Coureur             | Pays      | Temps            |
| ---- | ------------------- | --------- | ---------------- |
| 1    | Patrick Jonker      | Australie | 16 h 32 min 19 s |
| 2    | Robbie McEwen       | Australie | + 1 min 13 s     |
| 3    | Baden Cooke         | Australie | + 1 min 21 s     |
| 4    | Philippe Gilbert    | Belgique  | + 1 min 28 s     |
| 5    | Massimo Giunti      | Italie    | m.t.             |
| 6    | Murilo Fischer      | Brésil    | + 1 min 29 s     |
| 7    | Giuliano Figueras   | Italie    | + 1 min 30 s     |
| 8    | Alexandre Botcharov | Russie    | + 1 min 31 s     |
| 9    | Luke Roberts        | Australie | + 1 min 47 s     |
| 10   | Gene Bates          | Australie | + 2 min 56 s     |

## Classement des étapes
| Pos. | Coureur         | Pays      | Temps |
| ---- | --------------- | --------- | ----- |
| 1    | Robbie McEwen   | Australie | ?     |
| 2    | Rudie Kemna     | Pays-Bas  | m.t.  |
| 3    | Mark Renshaw    | Australie | m.t.  |
| 4    | Graeme Brown    | Australie | m.t.  |
| 5    | Nicolas Vogondy | France    | m.t.  |

| Pos. | Coureur           | Pays      | Temps |
| ---- | ----------------- | --------- | ----- |
| 1    | David McPartland  | Australie | ?     |
| 2    | Alain van Katwijk | Pays-Bas  | + 1 s |
| 3    | Patrick Jonker    | Australie | m.t.  |
| 4    | Baden Cooke       | Australie | m.t.  |
| 5    | Robbie McEwen     | Australie | m.t.  |

| Pos. | Coureur           | Pays      | Temps |
| ---- | ----------------- | --------- | ----- |
| 1    | Philippe Gilbert  | Belgique  | ?     |
| 2    | Gene Bates        | Australie | m.t.  |
| 3    | Robbie McEwen     | Australie | m.t.  |
| 4    | Baden Cooke       | Australie | m.t.  |
| 5    | Giuliano Figueras | Italie    | m.t.  |

| Pos. | Coureur        | Pays      | Temps |
| ---- | -------------- | --------- | ----- |
| 1    | Robbie McEwen  | Australie | ?     |
| 2    | Aurélien Clerc | Suisse    | m.t.  |
| 3    | Baden Cooke    | Australie | m.t.  |
| 4    | Allan Davis    | Australie | m.t.  |
| 5    | David McKenzie | Australie | m.t.  |

| Pos. | Coureur        | Pays      | Temps |
| ---- | -------------- | --------- | ----- |
| 1    | Ben Day        | Australie | ?     |
| 2    | Robbie McEwen  | Australie | m.t.  |
| 3    | Baden Cooke    | Australie | m.t.  |
| 4    | Allan Davis    | Australie | m.t.  |
| 5    | Murilo Fischer | Brésil    | m.t.  |

| Pos. | Coureur       | Pays      | Temps |
| ---- | ------------- | --------- | ----- |
| 1    | Baden Cooke   | Australie | ?     |
| 2    | Robbie McEwen | Australie | m.t.  |
| 3    | Allan Davis   | Australie | m.t.  |
| 4    | Mark Renshaw  | Australie | m.t.  |
| 5    | Jaan Kirsipuu | Estonie   | m.t.  |